# Eos Wetenschap
Eos Wetenschap is een Nederlandstalig Vlaams populairwetenschappelijk maandblad en website met nieuws over de laatste ontwikkelingen in de (exacte) wetenschappen. Zowel natuurwetenschappen als menswetenschappen en geneeskunde komen aan bod. Daarnaast is er een uitgebreide rubriek technologie, met onder andere de nieuwste ontwikkelingen op het gebied van ICT. Het blad verschijnt in België en Nederland.

## Geschiedenis
Het eerste nummer van Eos verscheen in oktober 1983. De redactie was gemengd Nederlands-Vlaams, met onder meer Chriet Titulaer. Toen de Vlaamse overheid technologiebeurs organiseerde in Gent, Flanders Technology, waar bedrijven, onderzoeksinstituten en universiteiten hun producten en onderzoeksvoorstellen exposeerden wilde de uitgever van dagblad Het Volk, eveneens in Gent, daar met een nieuw technologieblad op inspelen. Na eerst te zijn uitgegeven door N.V. Cascade, een werkmaatschappij van Audax, werd Eos later uitgegeven door Eos Wetenschap vzw, in samenwerking met De Deeluitgeverij. Tegenwoordig is Eos Wetenschap een onafhankelijke redactionele vzw.
Eos werkt sinds 2002 samen met het Amerikaanse wetenschapsblad Scientific American, wat resulteerde in een Nederlandstalige uitgave met dezelfde naam en een reeks 'Specials' over hersenwetenschappen ('Psyche en Brein') en voeding. Die speciale uitgave is sinds oktober 2007 een apart blad geworden: Psyche&Brein.   
Er bestond van 2006 tot 2012 ook een tweemaandelijkse Franstalige editie van Eos. Van september 2011 tot december 2014 verscheen het digitale magazine Eos Weekblad op tablet. Sindsdien verschijnen geregeld digitale dossiers.
In 2008 organiseerde Eos de verkiezing van de grootste Belgische wetenschapper. Paul Janssen werd met de meeste stemmen verkozen, Marc Van Montagu werd tweede en Georges Lemaître derde. 
Sinds 2013 organiseert Eos de verkiezing van de meest beloftevolle jonge wetenschapper in Vlaanderen: de Eos Pipet. 
|      | Publieksprijs                                           | Juryprijs                                                  |
| ---- | ------------------------------------------------------- | ---------------------------------------------------------- |
| 2013 | Isabel Beets (Biochemie, KU Leuven)                     | Philippe De Smedt (Archeologie, UGent)                     |
| 2014 | Jelle Hofman (Bio-ingenieurswetenschappen, UAntwerpen)  | Sara Vicca (Biologie, UAntwerpen)                          |
| 2015 | Thomas Schaubroeck (Bio-ingenieurswetenschappen, UGent) | Aurora Geerts (Biologie, UGent)                            |
| 2016 | Dieter Blanquaert (Bio-ingenieurswetenschappen, UGent)  | Michiel Dusselier (Bio-ingenieurswetenschappen, KU Leuven) |
| 2017 | niet uitgereikt                                         | niet uitgereikt                                            |
| 2018 | Marleen Ramakers (Chemie, UAntwerpen)                   | Marleen Ramakers (Chemie, UAntwerpen)                      |
| 2019 | Sander Wuyts (Bio-informatica, UAntwerpen)              | Anneleen Malfliet (Kinesitherapie, VUB)                    |
| 2020 | Jasper Van Assche (Psychologie, UGent)                  | Antonella Fioravanti (Biologie, VUB en VIB)                |
| 2021 | Cassandra Alighieri (Logopedie, UGent)                  | Niels de Winter (Geologie, VUB)                            |
| 2022 | Çağatay Aydin (Neurologie, KU Leuven)                   | Sibel Ügdüler (Scheikunde, Universiteit Gent)              |
| 2023 | Ignace De Decker (Geneeskunde, UGent)                   | Marlies Gillis (Hersenwetenschap, KU Leuven)               |
| 2024 | Sam Mattheus (Wiskunde, VUB)                            | Sarah Ahannach (microbiologie, UAntwerpen)                 |

In 2015 lanceerde Eos, samen met de Jonge Academie, een platform voor citizen science: Iedereen wetenschapper.  
In juni 2018 werd het tijdschrift overgenomen door Medialaan - De Persgroep Publishing. Een jaar later werd een onafhankelijke vzw opgericht, Eos Wetenschap vzw, die de activiteiten van Eos heeft overgenomen van wat ondertussen DPG Media heet. 

## Eos Blogs
Eos Blogs is een Nederlandstalig blogportaal voor wetenschap, aangedreven door Eos. Wetenschappers en wetenschapsjournalisten bloggen er over hun vakgebied of hun wetenschappelijke interesses. 

## Redactie
| Tijdspanne | Hoofdredacteur      |
| ---------- | ------------------- |
| 1983-?     | Jef Anthierens      |
| 1990-2006  | Filip van Brabander |
| 2006-heden | Raf Scheers         |

Lijst van tijdschriften in België